# 발칸반도
발칸반도(영어: Balkan Peninsula)는 유럽의 남동부에 있는 반도이다. 아드리아해, 이오니아해, 에게해, 마르마라해, 흑해에 둘러싸였다. 유럽과 확실하게 구분짓는 지협이 없기 때문에 발칸반도의 범위와 지형적 경계를 정하는 기준이 언제나 일정하지는 않지만 북쪽 경계로 다뉴브강을 삼기도 한다. 보통 그리스, 알바니아, 불가리아, 튀르키예의 유럽 부분, 그리고 유고슬라비아의 일부였던 나라들이 발칸반도에 포함된다. 루마니아가 포함되기도 한다.
고대부터 아시아와 유럽을 연결하는 중요한 역할을 수행했으며, 이 과정에서 다양한 세력이 뒤섞이며 오늘날 민족, 언어, 종교, 문화, 정치적으로 복잡한 구성을 가지게 되었다.

## 명칭
발칸반도의 이름은 불가리아와 세르비아에 걸친 발칸산맥에서 유래하였다. 발칸은 '산'을 뜻하는 튀르키예어이며, 오스만 제국의 지배기 이후로 산맥의 이름으로 사용되었다. 반도 전체를 지칭하는 이름으로 19세기 이후 확대되어 사용되기 시작하였다.
제1차 세계 대전 이래 '유럽의 화약고'라는 별칭을 가지게 되었고, 보다 최근에는 구유고슬라비아의 분열으로 발칸이라는 이름이 발칸화라는 용어를 낳았다. 이처럼 발칸이라는 용어는 부정적 의미를 함축하게 되었다. 이 때문에 발칸반도라는 이름 대신 '동남유럽'이라는 명칭을 사용하기도 한다.

## 범위
일반적으로 발칸반도는 도나우강, 사바강, 쿠파강을 경계로 하여 그 이남의 지역을 말한다.이에 따르면 발칸반도는 그리스, 몬테네그로, 보스니아 헤르체고비나, 북마케도니아, 불가리아, 알바니아, 코소보를 전부 포함하고 세르비아와 크로아티아의 대부분을 포괄한다. 튀르키예, 루마니아, 슬로베니아, 이탈리아의 일부도 여기에 속한다. 터키의 동트라키아 지방, 루마니아의 북도브루자 지방, 슬로베니아의 프리모르스카 지방, 이탈리아의 트리에스테와 고리치아가 발칸반도에 속하는 영역이다. 영토의 작은 부분만이 발칸반도에 속하기 때문에, 보통 루마니아, 슬로베니아, 이탈리아는 발칸 국가에서 제외된다.
그러나 유럽 대륙과 발칸반도를 구분하는 경계는 명확하지 않다. 정치적으로는 루마니아와 슬로베니아까지 포괄하여 발칸반도라고 지칭하기도 한다. 이때 발칸반도의 범위는 이탈리아, 오스트리아, 헝가리, 우크라이나의 이남이 된다.
매우 드물게 이탈리아의 트리에스테와 우크라이나의 오데사를 잇는 직선의 이남으로 발칸반도를 정의하기도 한다.

## 지리
남유럽을 이루는 세 반도 중 하나로서 아드리아해, 이오니아해, 에게해, 마르마라해, 흑해가 둘러싸고 있다.
발칸반도의 대부분은 산지로 이루어져 있다. 디나르알프스산맥이 발칸 반도의 7개 국(슬로베니아, 크로아티아, 보스니아 헤르체고비나, 세르비아, 몬테네그로, 코소보, 알바니아)을 지난다. 불가리아 중부와 세르비아 동부에 걸친 발칸산맥은 발칸반도라는 이름의 어원이 된 산맥이다. 발칸산맥 남쪽으로는 그리스에 인접한 로도피산맥이 있고, 북쪽으로는 루마니아를 가로지르는 트란실바니아알프스산맥이 있다. 발칸반도에서 루마니아를 제외하는 관점에서는 트란실바니아알프스산맥은 발칸반도에 포함되지 않는다. 산맥들은 주로 북서쪽에서 남동쪽을 향해 사선으로 뻗어 있다.
발칸반도 최대의 호수인 슈코더르호는 알바니아와 몬테네그로 사이에 있다. 람사르 협약이 지정한 국제적으로 중요한 습지이며, 유럽 최대의 조류 보호 구역이기도 하다.
보통 발칸반도에 포함되는 국가는 다음과 같다.
- 그리스
- 루마니아
- 몬테네그로
- 보스니아 헤르체고비나
- 북마케도니아
- 불가리아
- 세르비아
- 슬로베니아
- 알바니아
- 코소보
- 크로아티아
- 튀르키예 - 이스탄불 주변의 유럽에 속한 부분만 포함되며, 전통적으로 루멜리아 또는 동트라키아로 불림.

발칸반도 국가에 포함되지는 않지만 이웃하거나 발칸반도 지역에 지정학적·문화적·역사적으로 큰 영향을 끼친 나라는 다음과 같다.
- 키프로스 (키프로스 분쟁 참조)
- 오스트리아와 헝가리 (오스트리아-헝가리 제국 참조)
- 이탈리아 (달마티아, 자다르, 리예카 참조)
- 우크라이나와 몰도바 (몰다비아 공국의 역사 참조)
- 러시아 (세르비아의 역사 참조)

## 역사
발칸반도는 유럽과 아시아의 교차점으로 그 지정학적 중요성으로 인해 역사적으로 다양한 세력의 지배를 받았다. 오늘날 유럽의 화약고라 불리는 발칸반도의 복잡한 민족, 문화, 영토 문제는 발칸반도의 역사에서 기인한다.

### 18세기와 19세기

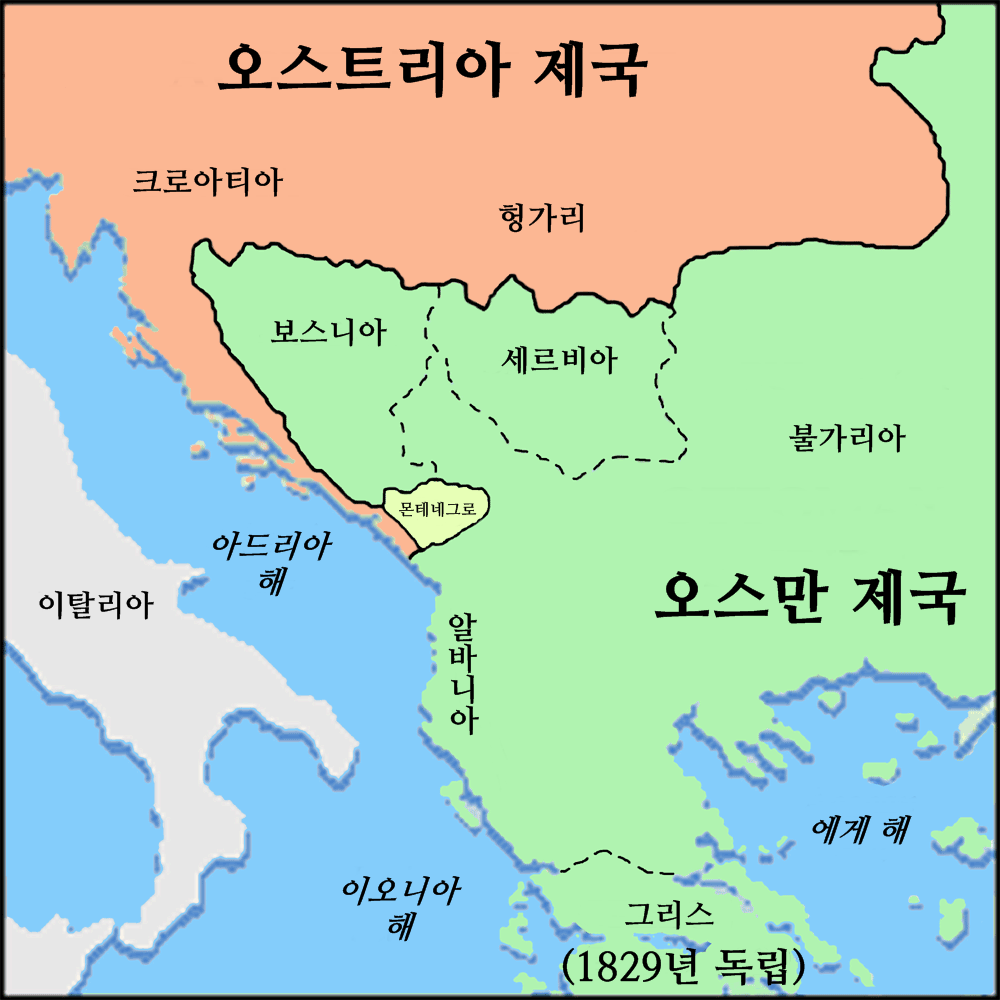
1815년 발칸반도

18세기 말에 발칸반도는 크게 세 개의 세력에 의해 분할된 상태였다. 오스만 제국이 발칸반도의 대부분을 지배하는 가운데, 오스트리아는 슬로베니아를 계속 영유하였고, 베네치아 공화국은 달마티아 내부까지 영역을 확대하였다.:201 여기에 더하여 몬테네그로와 라구사 공화국 같은 작은 나라와 오스만 제국의 속령인 왈라키아 공국과 몰다비아 공국이 있었다.
나폴레옹의 정복활동은 발칸반도의 정세에 큰 변화를 가져오는데, 나폴레옹에 의해 베네치아 공화국(1797년), 라구사 공화국(1808년)이 멸망하고 오스트리아 제국도 발칸반도의 영토를 잃는다. 나폴레옹의 몰락 이후 성립된 빈 체제에서 오스트리아는 나폴레옹에게 상실했던 영토를 되찾았으며, 베네치아 공화국이 지배하던 영역과 라구사 등을 새로 장악함으로써 크로아티아, 슬라보니아, 시르미아 등을 얻는다.
한편 오스만 제국은 1817년 세르비아가 자치권을 얻고 1821년 그리스가 독립하는 등 발칸 지역에서의 영향력을 서서히 상실하고 있었고, 왈라키아 공국과 몰도바 공국도 1861년 하나의 나라로 통일되어 루마니아 공국이 된다. 이에 따라 오스만 제국이 지배하고 있던 발칸반도 지역은 독립 국가가 되거나 자치령으로 전환되기 시작한다. 이런 상황에서 오스트리아는 이탈리아 통일 전쟁과 프로이센-오스트리아 전쟁에서 연달아 패배한 이후 발칸반도로 관심을 돌려 발칸반도에서 영토 확장을 시도하였고, 러시아도 범슬라브주의에 따라 발칸반도에서 영향력을 확대하고자 하였다.
1877년 러시아는 러시아-튀르크 전쟁을 일으켜 오스만 제국으로부터 승리한다. 그 결과(산스테파노 조약) 발칸반도에서 러시아의 세력이 강해져 루마니아 공국은 루마니아 왕국이 되어 오스만 제국의 영향력에서 완전히 벗어나고, 세르비아와 몬테네그로도 완전 독립한다. 불가리아 역시 자치권을 얻어 오스만 제국은 발칸반도를 거의 상실하게 된다.
발칸반도에서 러시아의 영향력이 지나치게 강해지는 것을 경계한 오스트리아-헝가리 제국, 영국, 독일 등의 유럽 열강들은 1878년 오토 폰 비스마르크 주재로 베를린 회의를 열어 산스테파노 조약을 개정한다. 이 회의의 결과 발칸 지역에서의 거대 슬라브 국가의 출현이 방지되고, 오스만 제국은 마케도니아와 트라키아 지방을 돌려 받음으로써 러시아의 영향력은 제약받는다. 중재의 대가로 오스만 제국으로부터 오스트리아-헝가리 제국은 보스니아 헤르체고비나의 관할권을 얻고, 영국은 키프로스의 관할권을 얻는다.
그럼에도 불구하고 발칸반도에서 오스만 제국의 쇠퇴는 계속되어, 1881년 오스만 제국은 그리스에게 테살리아를 양도한다.

### 20세기 초
1908년 불가리아는 오스만 제국으로부터 완전 독립하여 불가리아 왕국이 된다. 한편 같은 해 오스만 제국에서는 청년 튀르크당이 혁명을 일으켜 압뒬하미트 2세가 퇴위하고 미드하트 헌법이 부활한다. 이에 따라 청년 튀르크당은 오스만 제국의 서구화, 근대화를 추진하는데, 이 과정에서 튀르크 민족주의가 확산되면서 발칸반도의 다른 민족들의 반발이 심해진다.
이런 상황에서 |이탈리아는 오스만 제국이 지배하던 리비아를 얻기 위해 1911년 이탈리아-튀르크 전쟁을 일으킨다. 오스만 제국이 이 전쟁에서 대패함으로써 오스만 제국의 허약함이 드러났고, 이는 그리스 왕국, 세르비아 왕국, 몬테네그로 왕국, 불가리아 왕국 등 발칸 국가들이 오스만 제국에 대항하여 선전포고하게 하는 계기가 된다. 1912년 그리스, 세르비아, 몬테네그로, 불가리아는 발칸 동맹을 결성하고 러시아의 지원을 받아 오스만 제국에 제1차 발칸 전쟁을 일으킨다. 오스만 제국의 영토였던 알바니아도 독립을 위해 발칸 동맹군 편에서 싸우게 된다. 이탈리아-튀르크 전쟁 때문에 오스만 제국의 주력군이 아프리카에 있었던 까닭에, 두 달만에 오스만 제국은 대패한다. 발칸 전쟁에서 패배한 오스만 제국은 수도 이스탄불을 제외한 발칸반도의 모든 영토를 상실했으며, 알바니아도 독립국이 된다. 오스만 제국이 할양한 남은 영토는 세르비아, 불가리아, 그리스 등이 나누어 가지게 되는데, 영토 분배 과정에서 발칸 동맹 국가 간 불화가 생기게 되면서 제2차 발칸 전쟁이 일어난다.
제 1차 발칸 전쟁의 결과 세르비아는 마케도니아의 일부를, 그리스는 크레타섬을, 불가리아는 남루멜리아와 동트라키아, 그리고 마케도니아의 남은 일부를 차지한다. 불가리아의 지나친 팽창에 불만을 품은 세르비아는 그리스, 몬테네그로, 루마니아와 함께 동맹을 맺어 불가리아에 맞섰다. 1913년 불가리아가 선전포고를 함으로써 발발한 제2차 발칸 전쟁은 불가리아에 대항하여 알바니아를 제외한 발칸 반도의 모든 국가가 싸우는 양상이 되었다. 여기에 오스만 제국이 영토 회복을 위해 불가리아에 선전포고를 하고, 결국 불가리아는 항복을 하게 된다.
불가리아는 부쿠레슈티 조약을 맺어 제 1차 발칸 전쟁으로 얻었던 모든 영토를 할양해야 했으며, 세르비아와 그리스, 루마니아는 영토를 확장한다. 오스만 제국도 조약을 통해 잃었던 영토를 일부 회복한다.

### 제1차 세계대전
발칸반도는 제1차 세계대전의 직접적 도화선이 된다.
오스트리아-헝가리 제국은 1908년에 보스니아를 완전 병합하고 발칸반도로의 진출을 계속하고 있었다. 한편 제 1, 2차 발칸 전쟁을 거쳐 세르비아가 신흥 강국으로 성장하게 되는데, 슬라브계 왕국이었던 세르비아는 러시아의 지원을 받으며 발칸반도 내의 슬라브 민족을 통일하여 강력한 국가를 수립하려는 구상이 있었다. 이러한 범슬라브주의는 다민족 국가 오스트리아-헝가리 제국에게는 심각한 위협이었다. 슬라브 민족의 이탈을 선동하여 제국의 붕괴를 야기할 위험이 있었기 때문이다.
1914년 보스니아의 수도 사라예보에서 사라예보 사건이 터지자 세르비아를 침략할 구실을 찾고 있던 오스트리아-헝가리 제국은 세르비아에 선전포고하였고, 갖가지 조약과 동맹 관계가 작용하여 제1차 세계대전이 시작된다.
제2차 발칸 전쟁 이후 세르비아와 원수 관계가 된 불가리아는 세르비아에 대항하여 동맹국으로 참전한다.
제1차 세계대전의 한가운데에 있었던 발칸반도는 전후 큰 변화를 겪게 된다. 동맹국이 패배하게 되면서 발칸반도의 정치적 지도는 완전히 새로 그려졌다. 오스트리아-헝가리 제국과 오스만 제국이 해체되면서 신생 국가들이 새로 생겨났고, 세르비아는 이들 신생 국가 중 상당수를 흡수하여 유고슬라비아 왕국을 수립함으로써 범슬라브주의를 실현한다.
그리스 역시 세브르 조약으로 오스만 제국으로부터 영토를 할양받는다. 오스만 제국은 이스탄불 주변을 제외한 발칸반도의 모든 영토를 상실하고, 아나톨리아의 일부 지역까지도 그리스에게 내어 준다. 그리스는 더 나아가 패전한 오스만 제국을 침략하여 대그리스주의를 실현하여 동로마 제국을 재건하고자 하였으며, 1919년 그리스-터키 전쟁을 일으킨다.
그러나 무스타파 케말 아타튀르크가 이끄는 오스만 제국군에게 패전함으로써 대그리스주의는 몰락하고, 오스만 제국은 1923년 터키 공화국이 된 후 로잔 조약을 맺음으로써 세브르 조약을 폐기한다. 터키는 여기서 오늘날 발칸반도에서 가지고 있는 영토를 확보한다. 그리스와 터키의 불편한 관계는 여기서 비롯되어 뒤의 키프로스 분쟁으로 이어진다.
이탈리아도 오스트리아-헝가리 제국으로부터 이스트라반도를 확보한다.

### 제2차 세계대전
1939년 무솔리니의 이탈리아가 알바니아를 병합한다. 1940년 11월 루마니아 왕국은 추축국에 가입하고 1941년 4월에 불가리아 왕국도 추축국에 가입한다. 이로써 유고슬라비아와 그리스를 제외한 발칸반도의 모든 국가가 추축국의 일원이 된다.
한편 대전 발발 초, 추축국이 승전을 이어가자 유고슬라비아 왕국은 1941년 추축국의 삼국 동맹 조약에 가입한다. 그러나 국민들의 반발로 3일만에 탈퇴하였고, 이는 추축국에게 침략 구실을 주게 되어 유고슬라비아 왕국은 1941년 4월 추축국의 점령으로 멸망한다.
그리스도 추축국의 침략을 받아 저항하였으나 그리스 공방전과 크레타 전투의 결과 추축국에 완전히 점령되었다. 이로써 발칸반도 전 지역이 추축국의 지배 하에 놓인다. 유고슬라비아와 그리스의 영토는 나치 독일, 이탈리아, 불가리아에 의해 분할되고 유고슬라비아의 일부는 크로아티아 독립국이라는 추축국의 괴뢰국가가 된다. 나치 독일의 점령 기간 동안 유고슬라비아에서는 대규모의 인종 청소가 일어나기도 하였다.
1944년 노르망디 상륙 작전 이후 추축국의 패색이 짙어지고, 같은 해 말 소련은 루마니아와 불가리아를 침공한다. 소련 침공 직전 불가리아는 중립국으로 전환하지만, 소련에 점령당해 불가리아 인민 공화국이 수립된다. 루마니아도 연합국으로 전환한다. 소련군이 유고슬라비아로 진격하자 독일군은 점차 후퇴하게 되고, 티토가 이끄는 유고슬라비아 공산당 게릴라도 가세해 나치 독일을 완전히 몰아낸다.
제2차 세계대전의 결과 추축국이 패배하게 됨으로써 발칸반도의 대부분의 국가는 소련군의 점령 하에 들어갔고, 불가리아, 루마니아, 알바니아 등은 소련의 위성국이 된다.
유고슬라비아도 티토의 지도 아래 유고슬라비아 사회주의 연방 공화국이 되었으나, 다른 공산주의 국가와 달리 소련과 독립적인 티토주의를 펼치게 된다.

## 언어
남슬라브어군, 그리스어, 알바니아어, 튀르키예어, 동부 로망스어군 등 다양한 언어가 사용된다.

## 종교
발칸반도는 역사적으로 동로마 제국(동방 정교회), 오스만 제국(이슬람교), 오스트리아-헝가리 제국(로마 가톨릭교회) 등 종교적으로 다양한 국가의 활동 영역이 되었기 때문에 종교 구성이 복잡하다.

## 같이 보기
- 발칸화
- 발칸 전쟁
- 남동유럽 협력 프로세스